# بيري ماكسويل
بيري ماكسويل (بالإنجليزية: Perry Duke Maxwell)‏ هو مهندس المناظر الطبيعية أمريكي، ولد في 13 يونيو 1879، وتوفي في 15 نوفمبر 1952 في تلسا في الولايات المتحدة.